# سید غلامرضا تهامی
سیدغلامرضا تهامی در سال ۱۳۱۰ در شهر بیرجند دیده به جهان گشود. کتاب «فرهنگ اعلام تاریخ اسلام» وی، به عنوان اولین کتاب مرجع در این زمینه به زبان فارسی، در سال ۱۳۸۶ به عنوان کتاب سال جمهوری اسلامی ایران از طرف وزارت فرهنگ و ارشاد اسلامی برگزیده شد.
وی در سال ۱۳۳۱ وارد دانشکده حقوق دانشگاه تهران شد و تحصیلات خود را تا مقطع دکترا ادامه داد. سیدغلامرضا تهامی در اوایل دهه ۱۳۳۰ همکاری خود را با «مجله ایران ما» آغاز کرد. تهامی، پس از بازنشستگی از مشاغل رسمی، در سال ۱۳۶۵، دوباره به ترجمه، تحقیق و ویراستاری روی آورد. وی بیش از ۱۰۰ عنوان کتاب را ویراستاری کرده است.